# 小行星20103
小行星20103（20103 de Vico）是一颗绕太阳运转的小行星，为主小行星带小行星。该小行星于1995年5月发现。

## 轨道参数
小行星20103的轨道半长轴为355 273 910 km，2.3748256 UA，离心率为0.108。